# らくらくスマートフォン3
ドコモ らくらくホン らくらくスマートフォン3 F-06F（ドコモ らくらくホン らくらくスマートフォンスリー エフゼロロクエフ）は、富士通によって開発された、NTTドコモの第3.9世代移動通信システム（Xi）と第3世代移動通信システム（FOMA）のデュアルモード端末である。ドコモ らくらくホンのひとつ。

## 概要
本端末はらくらくスマートフォン2（F-08E）の後継機種である。
無印良品のアートディレクションなどを手掛けるグラフィックデザイナーの原研哉氏が製品とUIのデザインを担当し、「らくらくスマートフォン」ならではの使いやすさはそのままに、外観やメニュー画面を一新。本体色とメニュー画面を統一したことで美しく一体感のあるデザインとなった。メニュー画面もボタンを立体的に見せたり、文字のフォントに半角や長体を使用せず、キレイで見やすいようにするなど細部までこだわり、配置やデザインも見直されたことでスマートフォン初心者の方でも一目で操作方法がわかる設計とした。なお、メニュー画面は本体色同色の他に、らくらくスマートフォン2のように機能ごとに色分けされた配色に変更したり、らくらくホンと同じ口語調で表現されたシンプルメニューに変更することも可能である。また、ワンタッチダイヤルの登録件数が従来のらくらくスマートフォンの3倍となる最大9件まで登録が可能となった。このワンタッチダイヤルは横スクロールで操作するようになっている。画面解像度はHDにスペックアップしており、液晶は従来のTFTから有機ELへと変更された。さらに、照度センサーが屋外にいることを検知すると輝度とコントラストを自動調整して見やすくする「スーパークリアモード」や年齢により色覚特性が変化しやすい青色を使う人の年齢に応じて識別しやすい配色に調整する機能も備えている。
共通の趣味や話題を通じてネット上で交流を楽しめる「らくらくコミュニティ」にも対応しているほか、他の家族から投稿された写真やメッセージを待受画面に自動的にスライドショーで表示することができる「ファミリーページ機能」を搭載。らくらくスマートフォン以外の機種からでも「ファミリーページ」専用アプリをダウンロードすれば、「ファミリーページ機能」が楽しむことができる。専用アプリはAndroid版・iOS版が本機種の発売日から提供されている。
カメラ機能も強化されており、新たにシャッターを押したタイミングから遅れることなくその瞬間を写真に残せるゼロシャッター機能と暖色LEDを採用することでフラッシュ撮影にありがちな青白い映りを防ぎ、暖かみのある雰囲気の写真を撮影できる暖色フラッシュを追加。さらに、画像処理エンジンをらくらくスマートフォン プレミアムと同じ「GRANVU（グランビュー）」に変更したことで撮影者の姿勢を検知してフォーカス速度を上げる「クイックフォーカス」なども備えられた。また、画像の輪郭や質感を判定してより自然な仕上がりに補正したり、映像の乱れを推定して適切に乱れを抑制し、1,000種類以上の画像パターンをもとに解析して映像の色合いを最適化する映像処理エンジン「Xevic（ゼビック）」も新たに搭載された。
文字変換はこれまでのATOKに代わって、富士通とジャストシステムが共同開発した「Super ATOK ULTIAS（ウルティアス）」をらくらくスマートフォン向けにカスタマイズした「Super ATOK ULTIAS for らくらく」を搭載している。本システムは長文を一括変換・確定することができ、打ちにくい促音など誤入力した文字も自動修正する「かしこい変換機能」をはじめ、難しい漢字や英語、住所まで網羅された豊富な単語数、一度入力すると予測候補に長期間表示されるのでスムーズに変換できたり、使用アプリに合わせて候補の優先内容を変えたり、方言に対応するなど多彩な機能を備えていることが特徴である。入力方法に関しても、「あ」などの行を長押しすると押した行の文字がすべてポップアップ表示され、「お」や「こ」など子音に"お"がつく文字でもボタンを2回押すだけで素早く入力できる「らくらく2タッチ入力」を新たに採用した。
また、今まで使用していた携帯電話のデータを別売りのmicro SDカード経由で一括して本機へデータ移行ができる「らくらくお引越し」も搭載された。
なお、先代機種同様、初期設定を簡易化するためにGoogleアカウントを利用しないようになっているため、Google Playを用いて新たなアプリをダウンロードすることができず、Google マップなどのGoogle社提供のアプリは利用できない。その代わり、東北大学 加齢医学研究所 川島隆太教授監修の「みんなの能力ストレッチング」や対応のエプソン製プリンター（Wi-Fi対応のカラリオなど）とWi-Fi経由で接続し、ファミリーページなどで送られてきた写真を印刷できる「らくらくかんたん写真印刷」などの新規アプリを加え、実用系アプリやゲームアプリを中心とした40種類以上のアプリをあらかじめプリインストールしている。
さらに、必要最低限の機能のみ動作させることで待受け状態を長持ちできる「非常用節電機能」に対応し、既対応のXiに関してもXiエリア内において4種類の周波数である「クワッドバンドLTE」にも対応した。VoLTEは発売開始当初非対応だったが、2015年7月のソフトウェアバージョンアップを行うことにより対応する。
富士通の自社名義では、最後のらくらくスマートフォンであった。

## 搭載アプリ
- 血圧手帳
- おサイフケータイ
- トルカ
- 歩数計
- 乗換案内
- はなして翻訳
- ドコモ海外利用
- ご当地ガイド
- うつして翻訳
- テレビ
- メディアプレーヤー
- スゴ得コンテンツ
- ネットラジオ
- dブックマイ本棚DL
- iチャネル
- radiko（ラジオ）
- みんなで能力ストレッチング
- ソリティア
- 将棋ウォーズ
- BREAKDICE
- らくらく簡単写真印刷
- フォトコレクション
- 俳句・写真くらぶ
- 電卓
- ボイスレコーダー
- パソコンメール
- スケジュール
- 赤外線
- パソコン転送
- 辞書
- QRコード読み取り
- データ保管BOX
- メモ
- 拡大鏡
- 声の宅配便
- お知らせタイマー
- Document Viewer
- お客様サポート
- 災害用キット
- ドコモバックアップ
- 遠隔サポート
- あんしんスキャン
- つながりほっとサポート

## 主な機能
| 主な対応サービス                                | 主な対応サービス                         | 主な対応サービス                     | 主な対応サービス                                                  |
| ----------------------------------------------- | ---------------------------------------- | ------------------------------------ | ----------------------------------------------------------------- |
| タッチパネル/加速度センサー                     | Xi/FOMAハイスピード/VoLTE                | Bluetooth                            | DCMX/おサイフケータイ/NFC/かざしてリンク/赤外線/トルカ            |
| ワンセグ/フルセグ/モバキャス                    | メロディコール                           | テザリング                           | WiFi IEEE802.11a/b/g/n/ac                                         |
| GPS                                             | ドコモメール/電話帳バックアップ          | デコメール/デコメ絵文字/デコメアニメ | iチャネル                                                         |
| エリアメール/ソフトウェアーアップデート自動更新 | デジタルオーディオプレーヤー(WMA・MP3他) | GSM/3Gローミング(WORLD WING)         | フルブラウザ/Flash Player                                         |
| Google Play/dメニュー/dマーケット               | Gmail/Google Talk/YouTube/Picasa         | バーコードリーダ/名刺リーダ          | ドコモ地図ナビ/ドコモ ドライブネット/Google Maps/ストリートビュー |

## 歴史
- 2014年5月14日 - NTTドコモより発表・事前予約開始。
- 2014年7月26日 - 発売開始[7]。
- 2015年5月13日 - 新色「エアーブルー」の追加とソフトウェアップデートによるVoLTEへの対応予定を発表[8]。
- 2015年7月27日 - 新色「エアーブルー」の発売日並びにVoLTE対応に伴うソフトウェアアップデートの開始を発表[9]。
- 2015年7月31日 - 新色「エアーブルー」発売。

## アップデート
2014年11月12日のアップデート
- 歩数データに関する不具合（日を跨いでもリセットされない場合がある）が改善される
- ビルド番号がV13R36HからV14R38Aに変更される

2015年5月27日のアップデート
- メディアプレイヤーの不具合（音楽再生が停止する場合がある）が改善される
- ビルド番号がV14R38AからV15R39Aに変更される

2015年7月27日のアップデート
- 機能バージョンアップにより、VoLTEとドコモメールに対応する。
- ワンタッチダイヤルが改良され、軽く指を触れると登録した名前を吹き出しで表示する機能が追加される。
- 2015年8月4日以降、「使い方ガイド」が「しゃべってコンシェル」に対応し、使い方ややり方の内容を「しゃべってコンシェル」に話しかけると、eトリセツやスマホお悩みサポートメニューが呼び出され、操作方法を調べることができるようになる。
- ビルド番号がV15R39AからV30R60Aに変更される

2015年12月17日のアップデート
- 特定のVPNに接続しようとした場合、正常に接続できない場合がある不具合が改善される
- ビルド番号がV30R60AからV32R62Aに変更される

2016年5月31日のアップデート
- ブラウザの不具合（特定のサイトを正常に閲覧できない場合ある）が改善される
- ビルド番号がV32R62AからV33R63Cに変更される

2017年5月31日のアップデート
- SMS（まれに重複して受信する場合がある）と電話帳（まれに編集した内容が正しく反映されない場合がある）の不具合が改善される
- ビルド番号がV33R63CからV34R64Bに変更される

2018年3月28日のアップデート
- 伝言メモの不具合（応答ガイダンスの設定が標準に戻ってしまう場合がある）が改善される
- ビルド番号がV34R64BからV37R67Aに変更される

2019年9月11日のアップデート
- スケジュールアプリの不具合（特定の条件下で設定したアラームが鳴動しない場合がある）が改善される
- ビルド番号がV37R67AからV38R68Dに変更される